# Sant Joanet
Sant Joanet (em valenciano e oficialmente) ou San Juan de Énova (em castelhano) é um município da Espanha, na província de Valência, Comunidade Valenciana. Tem 1,9 km² de área e em 2021 tinha 519 habitantes (densidade: 273,2 hab./km²). Pertence à comarca da Ribera Alta e limita com os municípios de Senyera, Manuel, Villanueva de Castellón e La Pobla Llarga.